# Clyde Tombaugh
Clyde Tombaugh (Streator, 4 de fevereiro de 1906 — Las Cruces, 17 de janeiro de 1997) foi um astrônomo estado-unidense, responsável pela descoberta do planeta anão Plutão, em 1930.

## Biografia
Clyde nasceu em 4 de fevereiro de 1906 em Streator, Illinois. Ainda criança, mudou-se junto de sua família para Kansas, passando a viver em uma fazenda, mas não tinha vocação para trabalho no campo. Iniciou suas observações espaciais a partir de telescópios que ele mesmo criava com sucatas de equipamentos agrícolas da fazenda onde ele trabalhava.
Após entrar em contato com o Observatório Lowell para pedir sugestões sobre como montar telescópios melhores, e mostrar seus desenhos de Marte e Júpiter, Vesto M. Slipher, diretor do observatório, o contratou, e foi trabalhando para eles que em 13 de março de 1930 anunciou a descoberta do planeta anão Plutão, descoberta que o tornou célebre. Também descobriu diversos asteroides e apelou para a pesquisa científica séria de objetos voadores não identificados, além da descoberta de 30 mil galáxias.

## Plutão

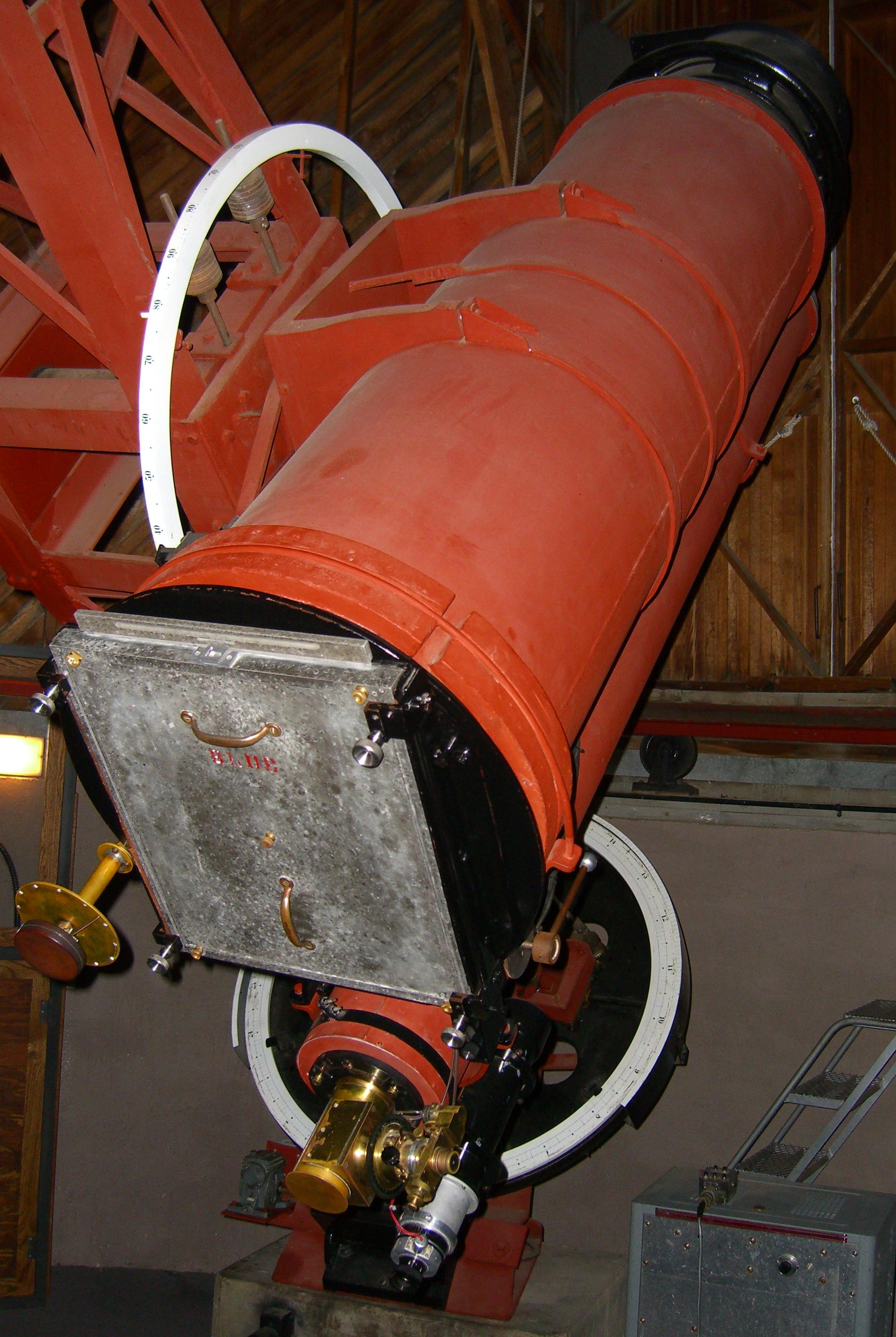
Tombaugh criou suas chapas fotográficas usando este astrógrafo de 13 polegadas (330 mm)

Foi em Lowell em 1930 que Tombaugh descobriu Plutão. Após sua descoberta, Tombaugh obteve bacharelado e mestrado em astronomia pela Universidade do Kansas em 1936 e 1938. Enquanto um jovem pesquisador trabalhando para o Observatório Lowell em Flagstaff, Arizona, Tombaugh recebeu a tarefa de realizar uma busca sistemática por um planeta transnetuniano (também chamado de Planeta X), que havia sido previsto por Percival Lowell com base em cálculos realizados por seu estudante matemática Elizabeth Williams e William Pickering.
A partir de 6 de abril de 1929, Tombaugh usou o astrógrafo de 13 polegadas (330 mm) do observatório para tirar fotos da mesma seção do céu com várias noites de intervalo. Ele então usou um comparador para analisar as diferentes imagens. Quando ele alternava entre as duas imagens, um objeto em movimento, como um planeta, parecia saltar de uma posição para outra, enquanto os objetos mais distantes, como estrelas, pareciam estacionários. Tombaugh notou tal objeto em movimento em sua busca, perto do local previsto por Lowell, e observações subsequentes mostraram que ele tinha uma órbita além da de Netuno. Isso descartou a classificação como um asteróide, e eles decidiram que este era o nono planeta que Lowell havia previsto. A descoberta foi feita na terça-feira, 18 de fevereiro de 1930, usando imagens tiradas no mês anterior.

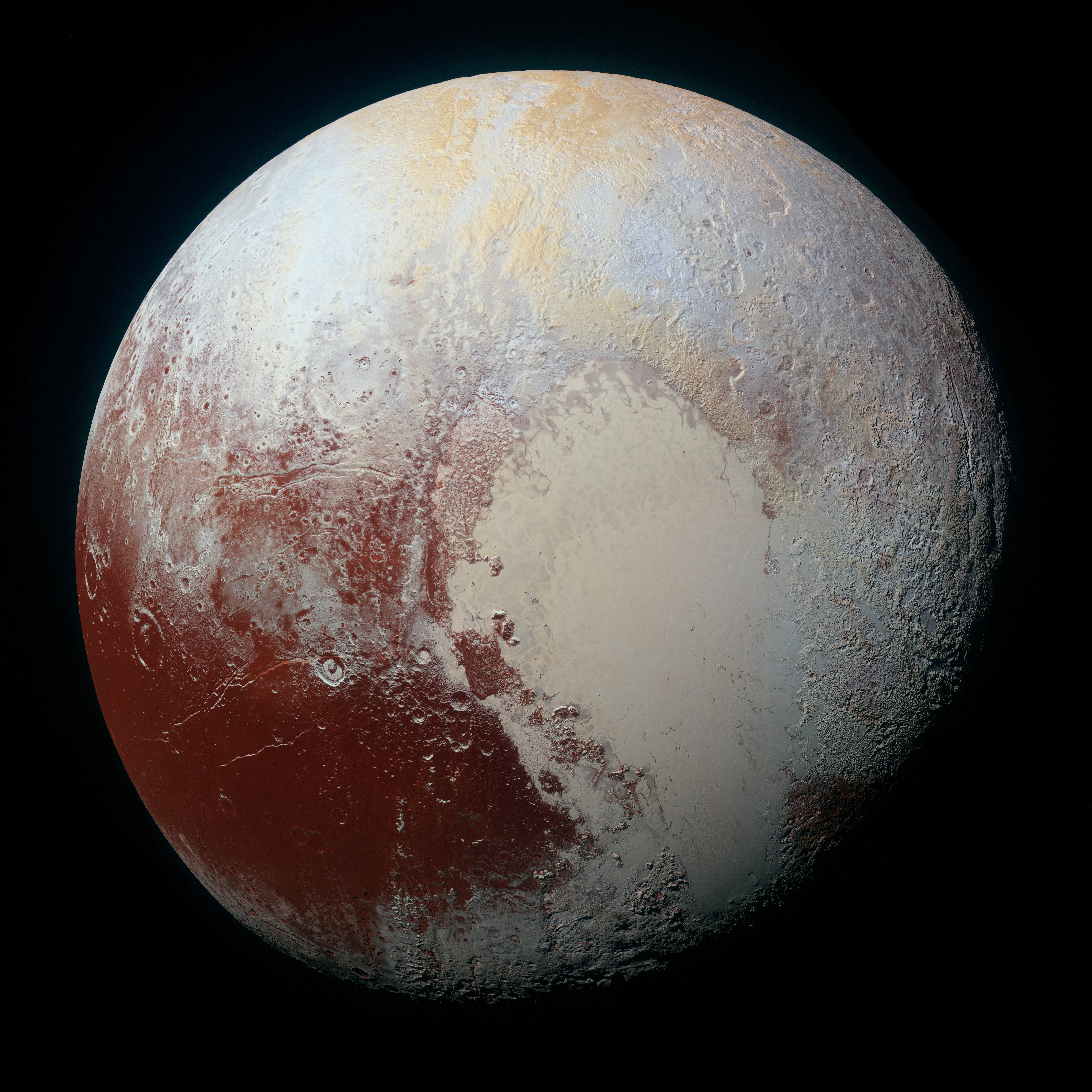
Plutão

Três nomes mitológicos clássicos eram igualmente populares entre as propostas para o novo planeta: Minerva, Cronus e Plutão. No entanto, Minerva já estava em uso e o principal apoiador de Cronus era amplamente odiado, deixando Plutão como o favorito. Fora da equipe de Lowell, foi proposto pela primeira vez por uma estudante inglesa de 11 anos, Venetia Burney. A seu favor estava o fato de que o Plutão da mitologia romana era capaz de tornar-se invisível, e que suas duas primeiras letras formavam as iniciais de Percival Lowell. Para evitar as mudanças de nome sofridas por Netuno, o nome foi proposto tanto à American Astronomical Society quanto à Royal Astronomical Society, que o aprovou por unanimidade. O nome foi oficialmente adotado em 1º de maio de 1930.

## Asteroides
Tombaugh é oficialmente creditado pelo Minor Planet Center com a descoberta de 15 asteroides, e ele observou quase 800 asteroides durante sua busca por Plutão e anos de buscas de acompanhamento procurando outro candidato para o postulado Planeta X. Tombaugh também é creditado com a descoberta do cometa periódico 274P/Tombaugh–Tenagra. Ele também descobriu centenas de estrelas variáveis, bem como aglomerados de estrelas, aglomerados de galáxias e um superaglomerado de galáxias.
| Designação      | Descoberta    |
| --------------- | ------------- |
| 2839 Annette    | Out. 5, 1929  |
| 2941 Alden      | Dez. 24, 1930 |
| 3310 Patsy      | Out. 9, 1931  |
| 3583 Burdett    | Out. 5, 1929  |
| 3754 Kathleen   | Mar. 16, 1931 |
| 3775 Ellenbeth  | Out. 6, 1931  |
| 3824 Brendalee  | Out. 5, 1929  |
| 4510 Shawna     | Dez. 13, 1930 |
| 4755 Nicky      | Out. 6, 1931  |
| 5701 Baltuck    | Nov. 3, 1929  |
| 6618 Jimsimons  | Set. 16, 1936 |
| 7101 Haritina   | Out. 17, 1930 |
| 7150 McKellar   | Out. 11, 1929 |
| (8778) 1931 TD3 | Out. 10, 1931 |
| 134340 Pluto    | Jan. 23, 1930 |

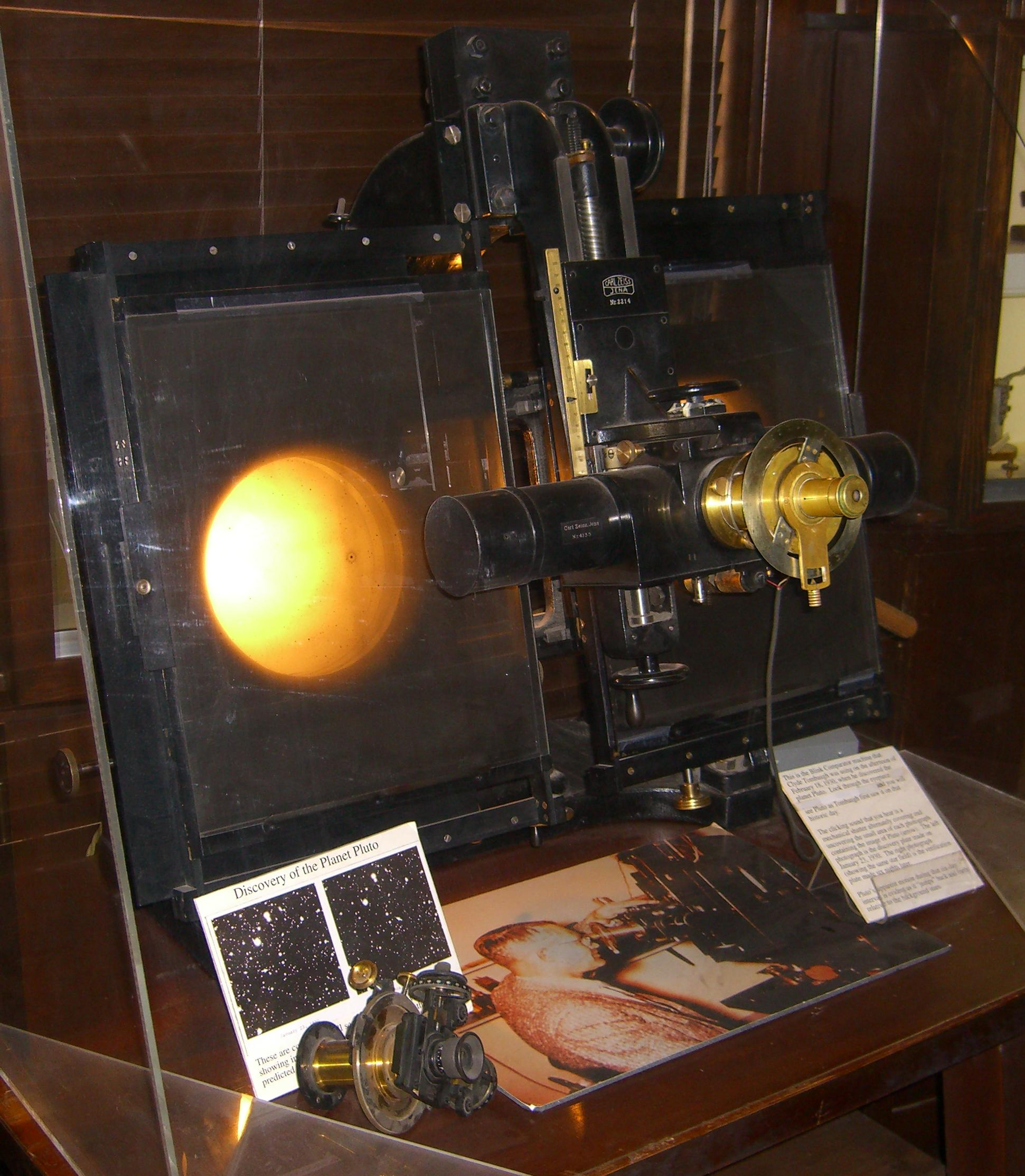
Tombaugh comparou suas chapas fotográficas usando este comparador

O asteroide 1604 Tombaugh, descoberto em 1931, recebeu o nome dele. Ele descobriu centenas de asteroides, começando com 2839 Annette em 1929, principalmente como um subproduto de sua busca por Plutão e suas buscas por outros objetos celestes. Tombaugh deu a alguns deles o nome de sua esposa, filhos e netos. A Royal Astronomical Society concedeu-lhe a Medalha Jackson-Gwilt em 1931.

## OVNIs
Tombaugh foi provavelmente o astrônomo mais eminente que relatou ter visto objetos voadores não identificados. Em 20 de agosto de 1949, Tombaugh viu vários objetos não identificados perto de Las Cruces, Novo México. Ele os descreveu como seis a oito luzes retangulares, afirmando: "Duvido que o fenômeno tenha sido qualquer reflexo terrestre, porque... nada do tipo jamais apareceu antes ou depois... Eu estava tão despreparado para uma visão tão estranha que fiquei realmente petrificado de espanto".
Outro avistamento de Tombaugh um ou dois anos depois, em um observatório de White Sands, foi um objeto de magnitude-6, quatro vezes mais brilhante que Vênus em seu ponto mais brilhante, indo do zênite ao horizonte sul em cerca de 3 segundos. O objeto executou as mesmas manobras do primeiro avistamento de Tombaugh.
Mais tarde, Tombaugh relatou ter visto três das misteriosas bolas de fogo verdes, que apareceram repentinamente sobre o Novo México no final de 1948 e continuaram pelo menos até o início dos anos 1950. Um pesquisador do Projeto Twinkle relatou que Tombaugh "... nunca observou um objeto aéreo inexplicável, apesar de suas contínuas e extensas observações do céu".
Pouco depois, em janeiro de 1957, em artigo da Associated Press no Alamogordo Daily News intitulado "Visitantes celestiais podem estar invadindo a atmosfera da Terra", Tombaugh foi novamente citado em seus avistamentos e opinião sobre eles. "Embora acredite-se que nosso próprio sistema solar não suporte nenhuma outra vida além da Terra, outras estrelas na galáxia podem ter centenas de milhares de mundos habitáveis. espaço entre as estrelas...". Tombaugh afirmou ter observado fenômenos celestes que não conseguia explicar, mas não tinha visto nenhum pessoalmente desde 1951 ou 1952. "Essas coisas, que parecem ser dirigidas, são diferentes de qualquer outro fenômeno que já observei. Sua aparente falta de obediência a as leis ordinárias do movimento celeste dão crédito".
Em 1949, Tombaugh também disse ao diretor de mísseis navais em White Sands Missile Range, comandante Robert McLaughlin, que viu um flash brilhante em Marte em 27 de agosto de 1941, que ele agora atribuiu a uma explosão atômica. Tombaugh também observou que a primeira bomba atômica testada no Novo México teria iluminado o lado escuro da Terra como um letreiro de néon e que Marte estava coincidentemente bem próximo na época, a implicação aparentemente sendo que o teste atômico teria sido visível de Marte.
Em junho de 1952, o Dr. J. Allen Hynek, um astrônomo atuando como consultor científico para o estudo UFO do Project Blue Book da Força Aérea, conduziu secretamente uma pesquisa com colegas astrônomos sobre avistamentos e atitudes de OVNIs enquanto participava de uma convenção de astronomia. Tombaugh e quatro outros astrônomos, incluindo o Dr. Lincoln LaPaz, da Universidade do Novo México, contaram a Hynek sobre seus avistamentos. Tombaugh também disse a Hynek que seus telescópios estavam à disposição da Força Aérea para tirar fotos de OVNIs, se ele fosse devidamente alertado.

## Morte
Clyde Tombaugh morreu em 17 de janeiro de 1997. Sofria de insuficiência cardíaca congestiva e estava utilizando oxigênio nos últimos anos de vida. Uma parcela de suas cinzas está a bordo da sonda espacial New Horizons, que busca informações detalhadas de Plutão e os confins do Sistema Solar. Um recipiente contendo parte de suas cinzas está preso ao teto da sonda, contendo a seguinte inscrição: 
“Aqui dentro estão os restos do americano Clyde W. Tombaugh, descobridor de Plutão e da ‘terceira zona’ do sistema solar, filho de Adelle e Muron, marido de Patricia, pai de Annette e Alden, astrônomo, professor, piadista e amigo: Clyde W. Tombaugh (1906-1997).”